# Broken Boy Soldiers
Broken Boy Soldiers es el primer álbum de estudio de The Raconteurs, lanzado el 15 de mayo en el Reino Unido y el 16 de mayo en EE. UU.. 
El álbum fue generalmente favorecido por las críticas y su sencillo "Steady, As She Goes" alcanzó el N° 1 en Hot Modern Rock Tracks.

## Lista de canciones
Todas las canciones escritas por Jack White y Brendan Benson.
1. "Steady, As She Goes" - 3:35
2. "Hands" - 4:01
3. "Broken Boy Soldier" - 3:02
4. "Intimate Secretary" - 3:30
5. "Together" - 3:58
6. "Level" - 2:21
7. "Store Bought Bones" - 2:25
8. "Yellow Sun" - 3:20
9. "Call It A Day" - 3:36
10. "Blue Veins" - 3:52

### Sencillos
1. "Steady, As She Goes" (2006) - 3:35
2. "Hands" (2006) - 4:01
3. "Broken Boy Soldier" (2006) - 3:02
4. "Level" (2007) - 2:21

## The Raconteurs
- Jack White - Voz, guitarra y teclado
- Brendan Benson - Voz y guitarra
- Jack Lawrence - Bajo
- Patrick Keeler - Batería

- Datos: Q607226